# توماس باولوس
توماس باولوس (بالألمانية: Thomas Paulus)‏ (14 مارس 1982 بكلهايم في ألمانيا - ) هو لاعب كرة قدم ألماني في مركز قلب الدفاع. لعب مع إرتسغيبيرغه آوه ونادي نورنبرغ ويان ريغينسبورغ.

## وصلات خارجية
- توماس باولوس على موقع قاعدة بيانات كرة القدم.إي يو (الإنجليزية)
- توماس باولوس على موقع بيانات كرة القدم. دي إي (الألمانية)
- توماس باولوس على موقع عالم كرة القدم.نت (الإنجليزية)